# 薄钟花属
薄钟花属（学名：Leptocodon），也称细钟花属，是桔梗科下的一个属，为缠绕草本植物。该属有薄钟花（Leptocodon gracilis）等物种，分布于印度北部和中国西南部。
现为党参属（Codonopsis Wall.）的异名。

## 物种
本属包括以下物种：
- 细钟花 Leptocodon gracilis
- 毛细钟花 Leptocodon hirsutus